# FlightGear
FlightGear — проєкт, в рамках якого створюється вільний реалістичний авіасимулятор, початковий код якого розповсюджується під ліцензією GPL. Проєкт був заснований в 1997 році групою ентузіастів авіації, незадоволених недостатньою реалістичністю і розширюваністю комерційних симуляторів польотів. Головна мета FlightGear — надати гнучкі засоби розширення, що дозволяють людям легко втілювати в життя свої ідеї щодо поліпшення симулятора.
Станом на 2015 рік симулятор імітує більше 400 літаків, підготовлена велика колекція моделей реальних ландшафтів і аеропортів.

## Виноски
1. ↑  FlightGear — Flight Simulator. Архів оригіналу за 28 лютого 2012. Процитовано 20 лютого 2015. [Архівовано 7 червня 2012 у Wayback Machine.]
2. ↑  FlightGear source anylases. Ohloh. Архів оригіналу за 6 лютого 2009. Процитовано 20 лютого 2015.
3. ↑  Barr, Joe (4 грудня 2006). FlightGear takes off. Архів оригіналу за 10 вересня 2007. Процитовано 25 червня 2007.
4. ↑  Релиз свободного авиасимулятора FlightGear 3.4. Архів оригіналу за 20 лютого 2015. Процитовано 20 лютого 2015.